# Rikets allmänna ärendens beredning
Rikets allmänna ärendens beredning var under åren 1789 till 1809 Sveriges, efter konungen, högsta beslutande organ. Beredningen bildades 15 maj 1789, då riksrådet upplöstes. Detta skedde efter införandet av Förenings- och säkerhetsakten efter Riksdagen 1789.
Rikets allmänna ärendens beredning skulle handha alla de ärenden som tidigare prövats av riksrådet, och föll under Krigs- Civil-, Handels- och finans-, eller Ecklesiastikexpeditionens områden. Det bestod av expeditionernas statssekreterare, hovkanslern, och ytterligare sex rådsmedlemmar. Sedan ärendet avgjorts i beredningen, där kungen från början ingick, stadfästes de som regeringsbeslut med kungens påskrift. 
Efter 1809 års regeringsform blev beredningen en fristående myndighet och man behövde därför inte längre kungens underskrift för att dess beslut skulle vara giltiga. Dess roll som kungens råd ersattes av statsrådet.
Beredningen avskaffades slutligen vid Departementalstyrelsens införande, 16 maj 1840.